# Џепин
Џепин (мкд. Џепин) је насеље у Северној Македонији, у западном делу државе. Џепин припада општини Струга.

## Географија
Насеље Џепин је смештено у југозападном делу Северне Македоније. Од најближег града, Струге, насеље је удаљено 12 km североисточно.
Џепин се налази у историјској области Горњи Дримкол, која се обухвата северну обалу Охридског језера, око истока Црног Дрима из језера. Насеље је смештено у Струшком пољу, које се пружа на северној страни Охридског језера. Северно од насеља се издиже планина Караорман. Надморска висина насеља је приближно 720 метара.
Клима у насељу, и поред знатне надморске висине, има жупне одлике, па је пре умерено континентална него планинска. 

## Становништво
Џепин је према последњем попису из 2002. године имао 424 становника. 
Већину становништва чине Албанци (99%).
Већинска вероисповест је ислам.